# Узруївська Дача (заказник)
Узру́ївська Да́ча — ботанічний заказник місцевого значення в Україні. Розташований у межах Новгород-Сіверського району Чернігівської області, на схід від села Узруй. 
Площа 335 га. Статус присвоєно згідно з рішенням Чернігівського облвиконкому від 04.12.1978 року № 529; рішення від 27.12.1984 року № 454; рішення від 28.08.1989 року № 164. Перебуває у віданні ДП «Новгород-Сіверське лісове господарство» (Узруївське лісництво, кв. 23, 25, 26, 28). 
Статус присвоєно для збереження двох частин лісового масиву з цінними насадженнями сосни.